# لياندرو أغيري
لياندرو أغيري (بالإسبانية: Leandro Aguirre) (8 فبراير 1989 في الأرجنتين - ) هو لاعب كرة قدم أرجنتيني في مركز الظهير. لعب مع Independiente Rivadavia ‏.

## وصلات خارجية
- لياندرو أغيري على موقع قاعدة بيانات كرة القدم.إي يو (الإنجليزية)
- لياندرو أغيري على موقع Soccerway.com (الإنجليزية)